# Страшевич Василь Борисович
Васи́ль Бори́сович Страше́вич (3 лютого 1937  — 16 грудня 2020)  — заслужений працівник фізичної культури і спорту України, журналіст та Почесний член Всеукраїнської спілки краєзнавців.

## Біографія
Народився 3 лютого 1937 року в м. Черкаси у сім'ї робітників. Родина була багатодітною, крім Василя виховували ще чотирьох синів. Навчався в одному з найкращих закладів нинішнього обласного центру  — Черкаській міській школі №  1.
Із дитинства займався спортом, тому вибір майбутньої професії був очевидним. Вищу освіту здобув у Київському державному інституті фізичної культури (1959). Опанував також спеціальність журналіста у Вищій партійній школі, у відділі працівників преси, радіо і телебачення (1976).
Трудову діяльність розпочав викладачем Черкаського педагогічного інституту (1959). Працював інструктором-методистом заводу хімічних реактивів (1960—1970), заступником голови обласного спортивного комітету (1970—1981), головою обласної ради СДСТ «Буревісник» (1981—1987), заступником голови облради ВДФСТ профспілок (1987—1988), звідувачем відділу облпрофради (1988—1993), головним консультантом федерації профспілок області (1993—1999) та виконавчим директором федерації футболу Черкаської області (2000—2015).
Член Національної спілки журналістів (1986), Національної спілки краєзнавців України (2009), лауреат обласної літературно-краєзнавчої премії імені М. О. Максимовича (1999), стипендіат Черкаської обласної державної адміністрації в номінації «Краєзнавство» (2006). Нагороджений п'ятьма медалями, почесними грамотами Черкаської облдержадміністрації та обласної ради, знаком «За особливі заслуги перед Черкащиною», іншими відзнаками.
У 2017-ому Василю Страшевичу вручили пам’ятний знак Черкаської міської ради «За заслуги перед містом Черкаси» І ступеня – з формулюванням «За багаторічну успішну спортивну, журналістську, краєзнавчо-дослідницьку та письменницьку діяльність, значний особистий внесок у розвиток спортивної галузі міста, безпосередню участь в організації будівництва спортивних баз у Черкасах, започаткування нових видів міських змагань з боротьби дзюдо, футболу, шахів, плавання, морського багатоборства, популяризацію поміж жителів міста занять олімпійськими і масовими видами спорту».

## Спортивна діяльність
Із 1954 року Василь Страшевич як спортсмен виступав за збірні команди області, Києва та спорттовариств Черкащини з баскетболу, водного поло, гандболу, плавання, лижного спорту тощо на змаганнях високого рівня. Посідав призові місця, мав звання кандидата в майстри спорту з морського багатоборства.
Значну частину свого життя присвятив розвитку фізичної культури та спорту області. Василь Борисович був ініціатором будівництва багатьох спортивних об'єктів у Черкасах, започаткував нові види міських змагань, зокрема із дзюдо, футболу, шахів, плавання, морського багатоборства. Розумів важливість і приділяв увагу популяризації серед черкасців занять з олімпійських та масових видів спорту.

## Краєзнавча робота
Вивченням історії рідного краю Василь Страшевич захопився давно. Предметом його досліджень став не лише розвиток спорту на Черкащині, а й події Другої світової війни, участь Дніпровської військової флотилії в обороні Черкас, достеменно вивчив та описав міські пам'ятки архітектури. З ініціативи краєзнавця було створено історико-краєзнавчий музей «Митницький край» у Черкаському навчально-виховному комплексі «Загальноосвітня школа І — ІІІ ступенів-ліцей спортивного профілю № 34» Черкаської міської ради Черкаської області.
Автор 25 книг та численних краєзнавчих розвідок з історії обласного центру. Це, зокрема, «Вулиці Черкас» (1997, у співавторстві), серія нарисів «Старі Черкаси» (2000—2018), «Під вимпелом флотилії» (2003), "Під знаменами «Динамо» (2003), «Шляхами смілянського футболу» (2008), «Закута в камені музика старовинного міста» (2010), «Йшла війна народна» (2013), «У кожного свій Бухенвальд» (2015), «Митницький край» (2016) та інші.
З-під його пера вийшло багато статей «Енциклопедії сучасної України», мав 30 публікацій в наукових збірниках.